# 勞勃·雷恩
罗伯特·布什内尔·瑞安（英語：Robert Bushnell Ryan，1909年11月11日—1973年7月11日）是美國演員，經常扮演強硬的警察或惡名昭彰的歹角。

## 早期的生活和事業
罗伯特·瑞安在伊利諾伊州芝加哥出生，是蒂莫西·瑞安（Timothy Ryan）和妻子马布尔·布什内尔·瑞安（Mable Bushnell Ryan）的第一個孩子。1932年畢業於達曼孚學院(Dartmouth College)，他在學院囊括四年重量級拳擊冠軍。畢業後，6呎4吋的他曾受聘為蒸汽船的火員、建築工人，以及在在蒙大拿州農場工作。

## 著名作品
- 太平洋航空作戰（1951年）
- 血泊飛車（1953年）
- 最長的一日（1962年）
- 坦克大決戰（1965年）
- 決死突擊隊（1967年）
- 卡士達將軍（1967年）
- 登陸安其奧（1968年）
- 日落黃沙（1969年）

## 扩展阅读
- Othman, Frederick C. . The Middlesboro Daily News. 1943-08-23  [2017-02-06]. （原始内容存档于2021-02-13）.
- . The Milwaukee Journal. UP. 1947-11-19.
- . The Pittsburgh Post-Gazette. AP. 1948-09-14  [2017-02-06]. （原始内容存档于2021-02-13）.
- . The Deseret News. 1951-11-30  [2017-02-06]. （原始内容存档于2021-02-13）.
- Finnigan, Joseph. . The Palm Beach Post. 1961-07-04.
- Pack, Harvey. . The Toledo Blade. 1969-06-23  [2016-02-06]. （原始内容存档于2021-02-13）.
- Otterburn-Hall, William. . The Saskatoon Star-Phoenix. 1970-06-06  [2017-02-06]. （原始内容存档于2021-02-13）.
- Thomas, Bob. . The Milwaukee Journal. 1972-08-25.
- Jones, J.R. . The Chicago Reader. 2009-10-29  [2017-02-06]. （原始内容存档于2016-03-04）.
- Dargis, Manohla. . The New York Times. 2011-08-05  [2017-02-06]. （原始内容存档于2021-01-31）.